# 葬制
葬制（そうせい）とは、人間の死にまつわる習慣や慣習のこと。狭義には遺体処理の儀礼を指すが、広義には死後の宗教的儀礼の方法や墓制度なども含まれる。遺体処理については火葬、土葬、埋葬、鳥葬、風葬、洗骨葬の他に水葬などの遺体放棄などに分けられる。
死の訪れ方、自然死と不慮の死の違いで葬制に変化がみられる場合もある。これは死者及び死者の魂をどのように考えているのかの問題であるとされている。死者の霊が災いをもたらすという恐怖があるのか、思慕の情なのか、守護を与えてくれる存在とみるか、によって葬制は変わる場合もある。伝統社会においてはその傾向が顕著であった。
葬制については、その構造と社会的機能が主な研究対象となっている。伝統的社会において死は個人の人格の消滅をもたらすばかりではなく、時には情緒的な不安定や社会の混乱をもたらすこともあった。こういった混乱を取り除き、再度秩序をもたらすという社会的な意味が、社会制度としての葬制に求められた。
葬制は宗教と密接な関係をもち様々な死生観を生む要因ともなった。伝統社会にあっては権力者が権力の正当性と永続性をもとめ、葬制を管理する例がみられる。